# Alphubel
Alphubel är en bergstopp i Schweiz. Den ligger i distriktet Visp och kantonen Valais, i den södra delen av landet. Toppen på Alphubel är 4 206 meter över havet.
Den högsta punkten i närheten är Täschhorn, 4 491 meter över havet, 2,3 km norr om Alphubel. Närmaste större samhälle är Zermatt, 10,0 km sydväst om Alphubel.
Trakten runt Alphubel består i huvudsak av kala bergstoppar och isformationer.
På östra sidan av berget mot Saastal ligger en stor glaciär (Feegletscher). På bergets topp bildar firn en stor platå som ligger vid cirka 4 200 meter över havet. Från Saastal går flera linbanor till Feegletscher. Dessutom byggdes en underjordisk bergbana (Metro Alpin) från samma dalgång till berget Allalinhorn som ligger några hundra meter sydost om Alphubel. Bergbanans toppstation ligger 3 456 meter över havet.
På västra sidan kännetecknas berget av branta klippor mot glaciären Weingartengletscher. Den första bestigningen av berget utfördes från den västra sidan. Den genomfördes 9 augusti 1860 av bergsguiderna Melchior Anderegg, Peter Perren och Franz Andenmatten tillsammans med den brittiska författaren och alpinisten Leslie Stephen samt T.W. Hinchliff. Tjugotvå år senare nåddes bergets topp från östra sidan för första gången.
I närheten av Weingartengletscher väster om berget inrättades 1945 en fjällstuga (Täschhütte).